# بريميز
إن الحمض النووي بريميز هو عبارة عن إنزيم من فئة RNAP المساهم في تضاعف الحمض النووي.
يحفز انزيم البريميز على التآلف المؤقت بين شرائح الحمض النووي الريبي (يطلق عليه الحمض النووي التمهيدي) لتهيئة قالب الحمض النوويss ، ولإنزيم البريمز دورهام في تناسخ الحمض النووي لأنه لايوجد أحماض نووية مبلمرة تستطيع أن تؤلف بين شرائح الحمض النووي بدون تدخل الحمض النووي التمهيدي(من اجل تركيب مؤقت).

## وظائفه
يرتبط البريميز بإنزيم الحمض النووي الهيليكاز هيليكاز في البكتيريا مكوناً مركباً يطلق عليه بريموسم primosome ، ينشط البريمز بتفاعله مع الهيليكاز مكوناً الحمض النووي التمهيدي المؤقت بطول 1 +- 11 نيكلوتيد حيث يمكن للنيوكليوتيدات الجديدة أن تضاف بواسطة الحمض النووي بوليميراز بوليميراز.
.
تتمد شرائح الحمض النووي التمهيدي بواسطة إنزيم الحمض النووي بوليميراز ثم تتجمع عن طريق إنزيم البريميز ثم يكوّن البوليميراز مركب البروتين مع وحدتين من البريميز لتشكيل مركب الفا بوليميريز والبريمز، ويعد البريمز من أبطأ وأخطر أنزيمات البوليميراز ، حيث يستطيع البريميز في الكائنات الحية مثل بكتيريا أي كولاي E.coli تشكيل حوالي 2000 حتي 3000 بريمز بمعدل واحد في الثانية. ويقوم البريميز أيضاً بدور الحامي لمنع الخيوط العالية من مجاوزة الخيوط العالقة عن طريق إيقاف التناسخ  ، وتبدأ الخطوة الفاصلة في البريميز عندما يتشكل أول رابطة لفوسفات ثنائي الأستر مع الحمض النووي ss  ، ولقد تم تحديد هيكل من الكريستال للبريميز في بكتيريا أي كولاي متضمناً بروتين DnaG في عام 2000. يشبه مركب البريميز و DnaG شكل الكاجو ويحتوي على ثلاثة فروع. يشكل الفرع الأوسط التوبريم toprim والمتكون من خليط من خمسة صفائح بيتا وستة حلزات ألفا. ويستخدم التوبريم في سن القوانين والمعادن ويستخدم البريميز مجال الفوسفات ثنائي الإستر لتنظيم نقل المعادن مما يميزه عن عن البلمرات الأخرى. وتحوي الفروع الجانبية على الجانب تحتوي على مركب COOH وNH2 المتكونة من حلزات ألفا وصفائح البيتا  يتفاعل مركب NH2 مع الزنك و COOH الذي تتفاعل مع الحمض DnaB-ID.
وتختلف تناسخ هذه العمليات بين البكتيريا والفيروسات المتنوعة حيث يساهم البريميز في توصيل الهيليكاز في الفيروسات مثل بكتريا الفا تي 7 . ، وفي الفيروسات مثل فيروس الهربس البسيط (هامبورغ - 1)، يمكن للبريميز أن يكون مركبات مع الهيليكاز  وي يستخدم مركب البريميز هيليكاز لإرخاء الحمض النووي ds وتجميع الخيوط المعلقة باستخدام الحمض النووي التمهيدي  ومعظم التجميعات المتكونة من البريميز عددها اثنان أو ثلاثة.

## الأنواع
- dnaG

## روابط ذات صلة
- مقال، نظرة عامة عن تكوين البريميز ووظائفة (1995
- قالب:الحمض النووي MeSH والبريميز
- {{يوتيوب|teV62zrm2P0|التناسخ في الحمض النووي من

موقع :Freesciencelectures.com 
- [http://proteopedia.org/wiki/index.php/2haj بروتيبيديا: المجال المنظم هيليكاس لبريميزEscherichia coli

بروتيبيديا: خليط بين الهيليكاس DnaB والبريميز DnaG